# Organismo vivente

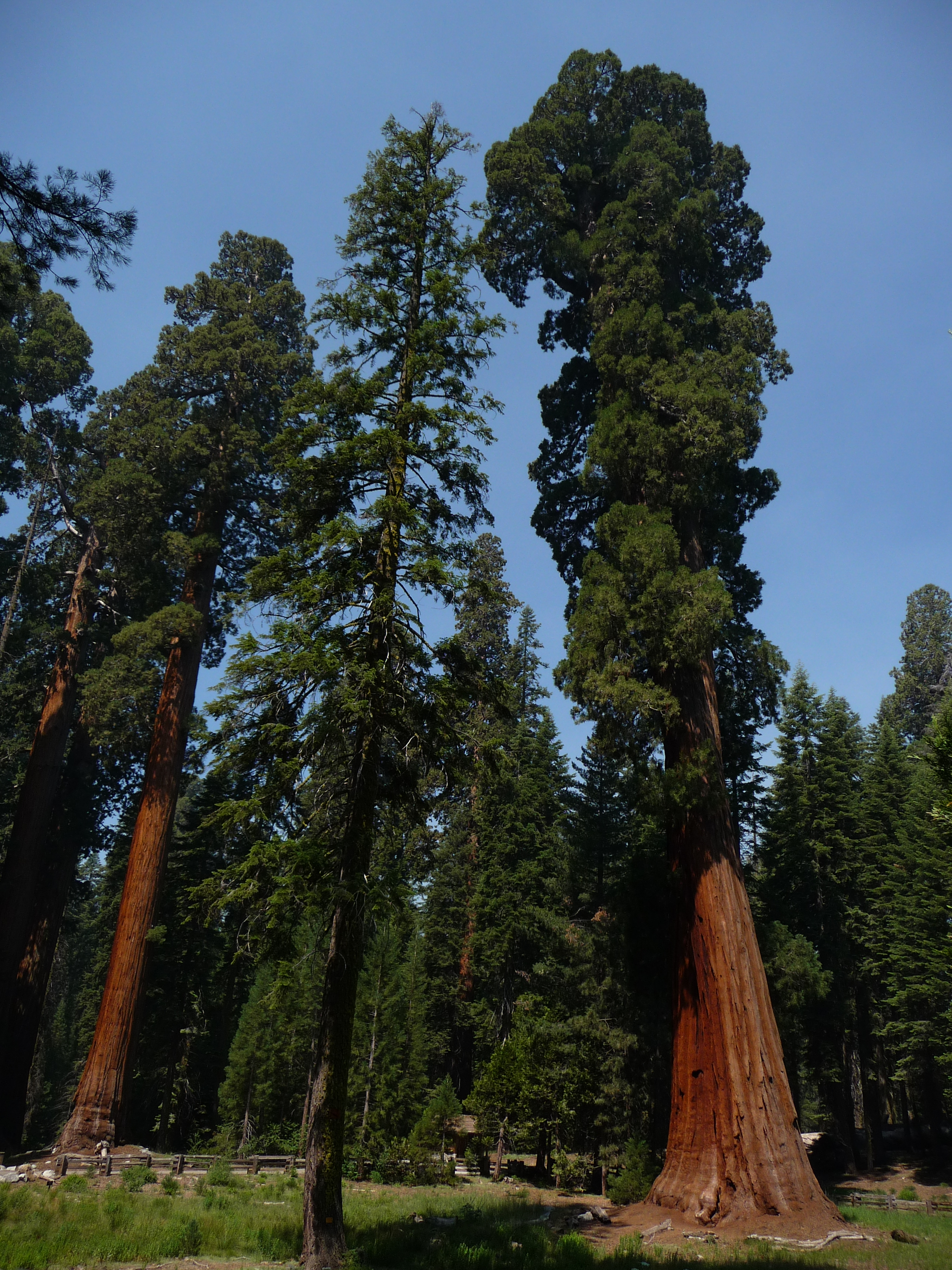
Un grande e noto organismo vivente (circa 1400 metri cubi, stimati in circa 2100 tonnellate): la sequoia gigante.

Un organismo vivente è un'entità, unicellulare o pluricellulare, soggetta alle leggi del mondo fisico e al controllo da parte dei sistemi che esprimono l'informazione in esso contenuta. Tale informazione è codificata primariamente nel genoma e nel materiale genetico altrimenti veicolato, ad esempio negli organuli cellulari, ed è sottoposta a tutti i meccanismi tipici dell'espressione, compresi quelli evidenziati nell'epigenetica. Tale informazione, come descritto dalla genetica, viene ereditata verticalmente dagli organismi discendenti, o trasferita orizzontalmente.

## Definizioni
(Ernst Mayr)

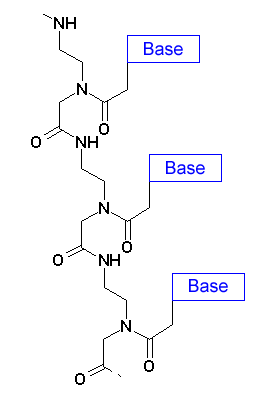
Gli acidi nucleici sono le molecole attraverso le quali gli organismi viventi conservano e trasmettono l'informazione.

Gli organismi risultano imparentati tra di loro. Ogni organismo vivente a oggi conosciuto deriva da una rete, in prima approssimazione assimilabile a una linea filogenetica arborescente, comune a tutti gli altri organismi, indipendentemente dal tempo di separazione fra le linee evolutive. Ogni forma di vita esistente deriva da uno o pochi antenati comuni, comparsi sulla Terra miliardi di anni fa, possiede vie metaboliche, si riproduce, trasmette informazioni alla propria discendenza e organizza le proprie strutture. Queste caratteristiche costituiscono il nucleo del concetto biologico di vita, peculiarità emergente che la distingue dalle entità non viventi.
Tali peculiarità per convenzione sono rappresentate da alcuni aspetti comuni a tutti gli organismi viventi:
- Evoluzione: evolve, risultando imparentato con tutti gli altri organismi viventi.
- Ordine: risulta strutturato.
- Codifica: contiene al proprio interno l'informazione e le istruzioni che controllano e definiscono la sua struttura e funzione.
- Regolazione: risulta in grado di mantenere autonomamente l'omeostasi[11].
- Crescita e sviluppo: risulta autonomamente in grado di accrescersi.
- Energia: rappresenta un sistema termodinamico aperto, in grado di assimilare energia, incamerarla, trasformarla, e cederla all'ambiente.
- Irritabilità, Sensibilità o Motilità: risulta autonomamente in grado di rispondere agli stimoli esterni.

In senso più ampio, gli organismi possono essere considerati capaci di possedere, e collettivamente possiedono, un'ampia gamma di caratteristiche, come la capacità di crescere, riprodursi, adattarsi al loro ambiente e mantenere la stabilità interna attraverso processi regolatori.
- Capacità di riprodursi: in grado di dare origine a prole fertile la quale darà origine a organismi simili all'adulto.
- Capacità evolutiva: può variare il proprio genotipo e fenotipo, dando origine a strutture anatomiche, vie fisiologiche e combinazioni genomiche nuove, mai comparse in precedenza all'interno della linea filogenetica alla quale appartiene (divergenza evolutiva) o già comparse all'interno di linee filogenetiche precedentemente separate (convergenza evolutiva).

Queste caratteristiche sono la base della visione sufficientemente condivisa di essere vivente, in quanto organismo noto del biota terrestre. Altre definizioni si discostano in uno o più punti dalla precedente, generata dallo studio delle scienze naturali.
La biologia di sintesi che può portare alla genesi di organismi dotati di vita cosiddetta sintetica, come il Mycoplasma laboratorium, e i temi della esobiologia e delle biochimiche ipotetiche possono portare a definire il concetto di organismo vivente in maniera più generale.
Gli organismi noti abbracciano un'estensione dimensionale e temporale che va dagli 80 000 anni e le oltre 6 600 tonnellate di un singolo, millenario genet di pioppi, ai minuscoli micoplasmi di 200 nanometri di diametro, che "vivono" (tempo di duplicazione) alcuni minuti, di massa inferiore al miliardesimo di grammo.

## Caratteristiche generali

Rappresentazione stilizzata degli elementi CHNOPS.

Sulla Terra i cicli vitali sinora conosciuti si sviluppano intorno agli elementi chimici carbonio, idrogeno, azoto, ossigeno, fosforo e zolfo (indicabili con l'acronimo CHNOPS, formato dai simboli dei vari elementi).
Ciò non implica, in linea di principio, che non possano esistere altre serie di elementi attorno alle quali possano crearsi sistemi di vita alternativi. Ad esempio, la scoperta nel 2010 nel Lago Mono, in California, di un batterio in grado di utilizzare l'arsenico al posto del fosforo avrebbe mostrato l'esistenza di organismi con una biochimica completamente diversa da quella finora conosciuta, in particolare relativamente agli acidi nucleici, ma studi successivi ne hanno smentito i risultati. Gli esobiologi ipotizzano organismi basati sulla chimica del silicio al posto del carbonio.
Per quanto riguarda il concetto biologico di vivente, gli studiosi ritengono che gli organismi viventi condividano alcune caratteristiche fondamentali comuni:
Dalla proprietà di Ordine derivano le caratteristiche di:

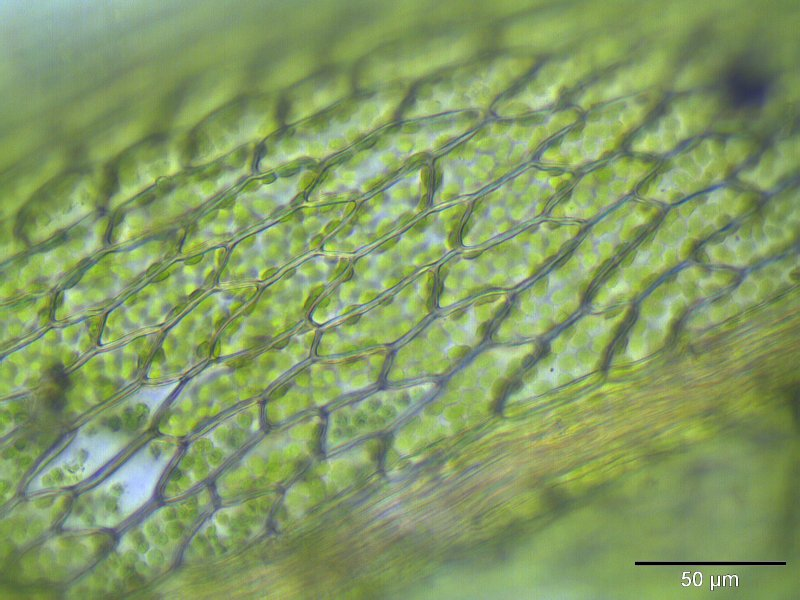
Immagine al microscopio ottico di un organismo vegetale. Sono visibili chiaramente le singole cellule.

- Cellularità: tutti gli esseri viventi sono costituiti da unità strutturali e funzionali elementari, chiamate cellule capaci di svolgere tutte le funzioni proprie dei viventi. Le cellule, infatti, nascono, si nutrono, crescono, si riproducono e muoiono. I più semplici organismi viventi sono costituiti da una singola cellula microscopica; così ad esempio, i batteri, molte specie di alghe e i lieviti. Altri organismi, come le piante, gli animali e quasi tutti i funghi, sono formati da un elevato numero di cellule. Le cellule che costituiscono un organismo pluricellulare possono essere strettamente saldate le une alle altre o essere relativamente libere e indipendenti. In ogni caso, sono in comunicazione chimica tra di loro, possono essere esse stesse a costituire l'organismo o possono essere aggregate a costituire una comunità di cellule definita organismo[21].
- Complessità: i viventi sono esseri complessi e altamente integrati. Un batterio, che è una delle forme di vita più piccole, è fatto da circa 7 000 sostanze chimiche diverse. Ognuna ha una sua funzione biologica ben precisa e deve essere sempre presente nella quantità “giusta” per il buon funzionamento del batterio. Se poi si considera l'uomo, si scopre che è costituito da almeno 10 000 miliardi di cellule; queste, a loro volta, sono composte da decine di migliaia di sostanze chimiche diverse distribuite in numerose strutture microscopiche (organuli cellulari). Nel corpo umano le cellule sono differenziate in circa 200 tipi diversi. I vari tipi di cellule sono organizzati in tessuti che, a loro volta, formano gli organi. Gli organi costituiscono i sistemi e gli apparati e questi s'integrano a formare l'organismo.

Dalla proprietà di Codifica derivano le caratteristiche di:
- Informazione: il mantenimento e la trasmissione di generazione in generazione della complessità dei viventi richiedono una quantità d'informazioni che, anche per il più semplice di essi, è superiore a quella contenuta in una voluminosa enciclopedia. Ogni struttura e ogni attività, dalla singola molecola all'intero organismo, dalla nascita alla morte, sono codificate nel genoma. I primi elementi del genoma scoperti furono i geni che sono formati dalla molecola di DNA racchiusa nei cromosomi del nucleo cellulare. Ciascun gene “contiene” un'informazione che, di volta in volta, può essere modulata e coordinata con quella di altri geni. Ne risulta un armonico e complesso sistema che dirige le attività svolte dalle varie cellule non solo nell'organismo adulto, ma anche durante la sua crescita e il suo sviluppo.

Dalla proprietà di Energia derivano le caratteristiche di:
- Metabolismo: “Metabolismo” significa trasformazione. Infatti, ogni organismo va incontro a continue trasformazioni rese necessarie dal mantenimento della sua complessa struttura, dalla crescita e dai continui adattamenti all'ambiente. Più propriamente, per metabolismo s'intende quel complesso di ben organizzate reazioni chimiche capaci di sfruttare energia esterna per rinnovare, accrescere o riparare le strutture dell'organismo. Tutto ciò comporta, appunto, una continua trasformazione di numerose molecole. L'alimentazione, la respirazione e l'escrezione sono l'espressione più evidente e manifesta dei processi metabolici che si compiono in un organismo.

Dalla proprietà di Capacità riproduttiva derivano le caratteristiche di:
- Riproduzione: ciascun vivente deve essere in grado di riprodursi almeno in una fase del proprio ciclo vitale, con modalità e tempi spesso differenti e propri di ogni specie, cioè deve poter generare altri organismi simili a se stesso. Un organismo unicellulare duplica il proprio DNA, si accresce e si divide in due cellule figlie che erediteranno una delle due copie del DNA. In alcuni organismi pluricellulari, invece, la riproduzione avviene attraverso la fusione di due cellule (dette gameti), prodotte da due individui di sesso opposto. Il risultato di questa fusione si chiama zigote ed è una cellula che contiene metà del DNA proveniente dal padre, e metà proveniente dalla madre. L'individuo che si sviluppa dallo zigote assomiglia ai genitori, ma sarà diverso da tutti e due. In questo modo, a ogni generazione appariranno sempre nuove varianti della stessa specie.

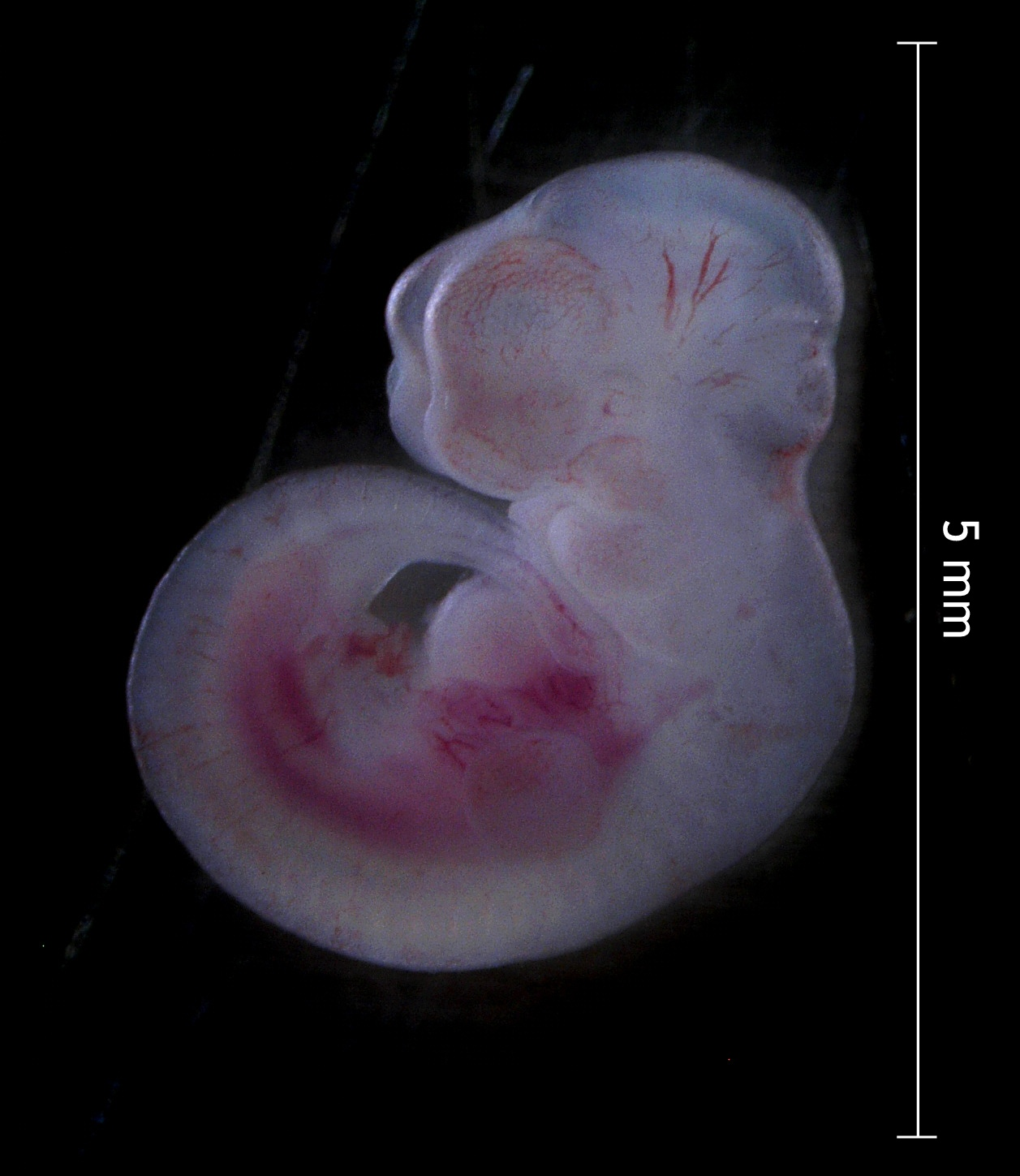
Un embrione animale in sviluppo.

Dalla proprietà di Crescita derivano le caratteristiche di:
- Sviluppo: la crescita è una proprietà caratteristica degli organismi viventi. I batteri s'ingrandiscono, seppure di poco, dopo una divisione riproduttiva. Di norma, negli organismi a riproduzione sessuata lo zigote si divide più volte fino a formare miliardi di cellule. L'accrescimento può essere accompagnato dalla comparsa di nuovi tipi cellulari, di nuovi tessuti e di nuovi organi, può rappresentare un semplice ingrandimento od anche un drastico cambiamento anatomico e metabolico come nel caso della metamorfosi.

Dalla proprietà di Evoluzione derivano le caratteristiche di:
- Adattamento: gli organismi viventi possono cambiare nel tempo la propria anatomia e fisiologia adattandola all'ambiente. Attraverso la riproduzione, i genitori trasmettono al figlio copia o parte dei propri geni, cioè una copia o una parte del proprio materiale ereditario. Per questo il figlio non risulta del tutto uguale al genitore ma possiede caratteri ereditari diversi. In più potrebbe possedere anche qualche caratteristica nuova che non esisteva nei suoi antenati. Un nuovo carattere, o mutazione, si origina in conseguenza del fatto che il materiale ereditario viene trasmesso lievemente alterato rispetto a quello originale. L'accumulo di tali variazioni nel tempo e nello spazio può condurre alla formazione di organismi con caratteristiche strutturali assai diverse. In tal modo, nel corso delle ere geologiche, hanno avuto origine le nuove specie di organismi viventi. Attente analisi e studi approfonditi testimoniano che l'attuale grande varietà degli organismi viventi si è originata attraverso un processo chiamato evoluzione. Esso altro non è che il risultato delle variazioni genetiche sommatesi nell'arco di tempo che divide le prime forme di vita da quelle attuali.

Dalla proprietà di Irritabilità o Motilità derivano le caratteristiche di:
- Interazione: tutti gli organismi viventi interagiscono con l'ambiente e tra di loro. Sappiamo che una pianta per crescere ha bisogno di acqua, di sali minerali, di anidride carbonica, di luce e di ossigeno: tutte queste “materie prime” essa le assorbe dall'ambiente fisico. La loro maggiore o minore disponibilità influirà sulla sua crescita e la sua moltiplicazione, inoltre sono in grado di rispondere a stimoli esterni orientando le proprie foglie e radici in risposta rispettivamente ai raggi solari ed alla forza di gravità. Anche la temperatura, la pioggia, il vento, la latitudine e l'altitudine influiscono sulla vita delle piante. Le piante stanno alla base dell'alimentazione per gli animali e per l'uomo, che da esse a loro volta ricavano “materie prime” ed energia. Anche i più semplici organismi quali batteri od alghe unicellulari posseggono recettori di superficie che gli permettono di distinguere fra i membri della propria specie, specie estranee, cibo, ecc. e rispondere adeguatamente a tali stimoli.

Esistono molti casi non semplici da definire. I virus sono un caso limite, dal momento che non sono capaci di riprodursi autonomamente, ma hanno bisogno di una cellula ospite, spesso un batterio, sono cristalli molecolari in grado di replicarsi ma non possiedono un proprio metabolismo. Il dibattito coinvolge anche gli elementi trasponibili del genoma, unità costituite da sequenze a DNA, anche conosciute come parassiti endonucleari obbligati. Taluni autori ritengono si tratti di virus rimasti imprigionati nel genoma. Tali elementi, sebbene in grado di riprodursi generando copie di se stessi, sfuggono ai tentativi di classificazione, in quanto sono molecole parassite del DNA, che possono prosperare e riprodursi esclusivamente all'interno del nucleo cellulare.

## Organizzazione e struttura

Un cladogramma che indica i "rapporti di parentela" fra i vari gruppi di viventi conosciuti.

Si possono sommariamente suddividere in organismi procarioti ed eucarioti, secondo alcune classificazioni i due domini della vita.
I procarioti, tutti unicellulari, possono essere suddivisi in due principali regni: Bacteria ed Archea (nelle classificazioni più recenti gli Archea sono considerati un dominio anziché un regno).
Gli eucarioti possono a loro volta essere suddivisi tra organismi unicellulari e pluricellulari in 4 o 5 regni, a seconda della classificazione utilizzata. Alcuni organismi, come diverse muffe melmose (in inglese Slime mold), gruppo polifiletico comprendente tra gli altri i Myxomycetes, sfuggono a questo genere di classificazione.

### Gli organismi unicellulari
Possono appartenere al gruppo dei procarioti, cioè con un nucleo primitivo (senza membrana nucleare), oppure al gruppo degli eucarioti, cioè con un nucleo cellulare separato dal citoplasma. Tra questi due gruppi di organismi unicellulari esiste una notevole distanza evolutiva, i secondi sono molto più recenti. È condivisa l'ipotesi che la cellula eucariota sia stata originata da una simbiosi tra organismi più semplici. Ad esempio alcuni organelli (come il mitocondrio e il cloroplasto) secondo la teoria dell'endosimbionte, derivano da originarie forme batteriche indipendenti.
- Unicellulari procarioti: archaea e batteri (eubatteri). Questi organismi costituiscono la maggior parte della vita microscopica, comprendono molti patogeni e alcuni organismi fotosintetici (cianobatteri, o alghe azzurre e altri phyla).
- Unicellulari eucarioti: protisti, gruppo polifiletico che comprende i protozoi, le alghe e alcuni miceti.

### Gli organismi pluricellulari
Alcuni di essi sono formati da cellule non differenziate in organi, come le spugne. In quelli con differenziazione dei diversi tessuti in organi (Animali, Piante e Funghi) la struttura del corpo è organizzata in modo gerarchico, quindi possiamo distinguere:
- cellula
- tessuto
- organo
- sistema o apparato[23]

Vengono solitamente suddivisi in regni distinti a seconda delle loro capacità di aggregazione tra cellule:
- Organismi che possono essere sia unicellulari che pluricellulari:
  - Protisti cioè Protozoi ed Alghe.
  - Fungi: esistono due differenti suddivisioni una accomuna Eumiceti e Rodofite allo stesso regno, l'altra pone le Rodofite nel regno vegetale.
- Organismi sempre pluricellulari:
  - Plantae che raccoglie tutti i vegetali fotosintetici pluricellulari dotati di tessuti e vascolarizzati.
  - Animalia suddiviso in due sottoregni: Parazoi costituito esclusivamente dalle spugne, e Metazoi.

### Dimensioni

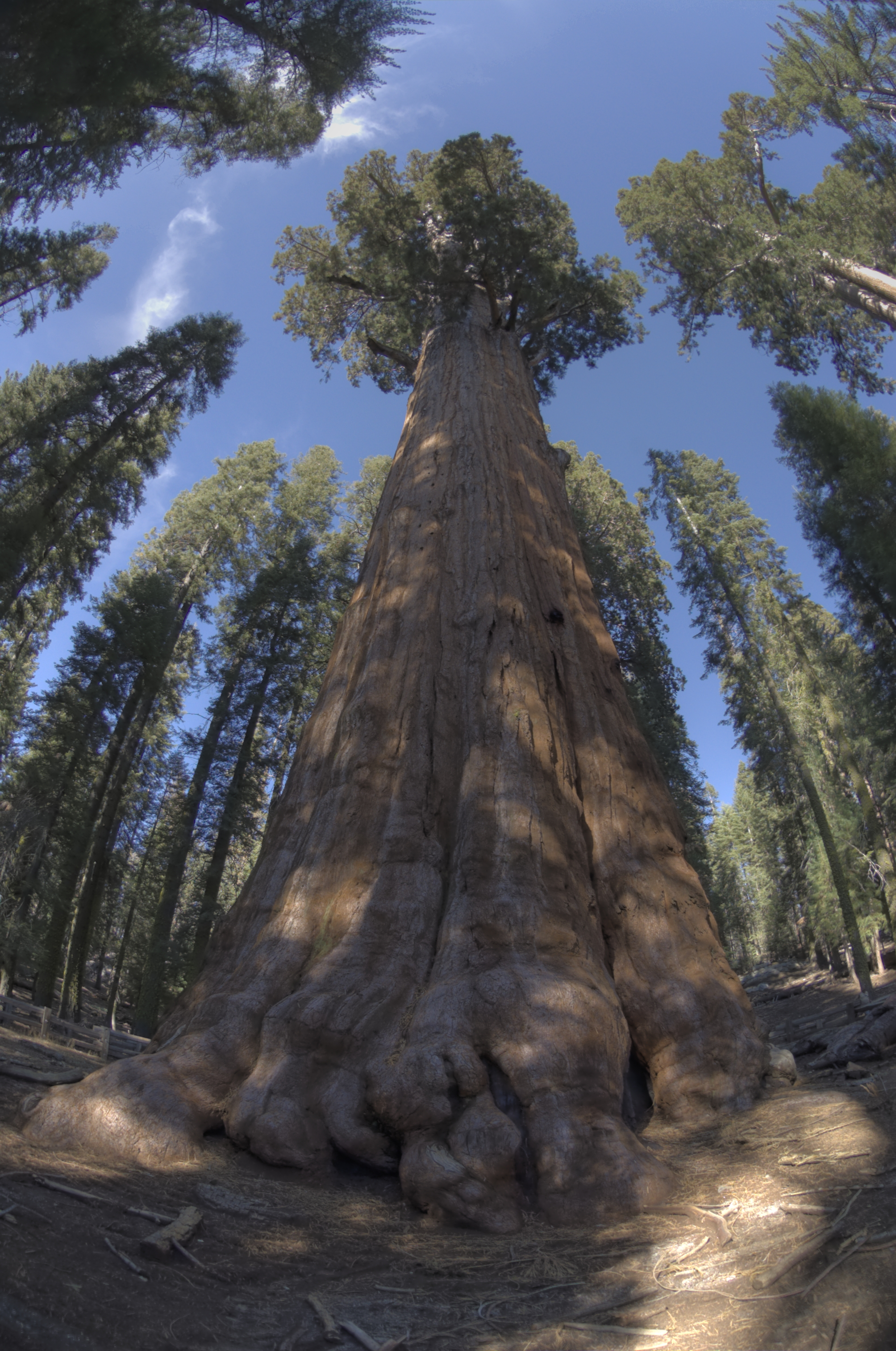
General Sherman, un esemplare di Sequoiadendron giganteum, è l'essere vivente conosciuto più grande in termini di volume.

Gli organismi viventi più piccoli sono i micoplasmi, un gruppo di batteri privi di parete cellulare il cui diametro varia tra 0,2 e 0,3 μm.
In generale gli organismi unicellulari possono arrivare fino a 300 μm. Tuttavia l'aumento di dimensioni della cellula rende sempre più difficile il raggiungimento di tutte le zone della cellula stessa da parte dei nutrienti entrati attraverso la membrana cellulare. I nutrienti infatti si spostano per semplice diffusione, sistema che diventa inefficiente sulle distanze non sufficientemente piccole, in quanto il tempo di percorrenza di una certa distanza per diffusione cresce col quadrato della distanza stessa. Una cellula che cresce di dimensioni si trova ben presto a non avere sufficiente superficie rispetto al proprio volume (cioè un rapporto sfavorevole tra superficie e volume), in quanto, approssimando la cellula a una sfera, la superficie cresce in base al quadrato del raggio:
{\displaystyle A=4\pi r^{2}}
mentre il volume cresce in base al cubo del raggio:
{\displaystyle V={\frac {4}{3}}\pi r^{3}}
Dalla superficie dipende la quantità di nutrienti che possono entrare nella cellula, mentre il volume determina il tempo necessario affinché raggiungano tutte le zone. Di conseguenza il rapporto superficie volume pone i limiti della crescita di dimensioni degli esseri unicellulari.
Per gli esseri pluricellulari il limite massimo di dimensione è dato dalla massa, in quanto un organismo eccessivamente grande non avrebbe strutture di sostegno in grado di reggere il suo stesso peso. La situazione è quindi diversa in acqua o sulla terra ferma.
L'organismo più grande conosciuto per quanto riguarda il volume è un esemplare di sequoia gigante (Sequoiadendron giganteum) chiamato Generale Sherman, che ha un volume stimato di 1486 m³
L'organismo più grande conosciuto in base alla superficie è un fungo della specie Armillaria ostoyae trovato nello stato di Washington (USA) nella zona del Monte Adams. Questo esemplare ricopre un'area di oltre 890 ettari (8,9 km²). Sussistono tuttavia ancora dei dubbi sul fatto che si tratti di un unico organismo e non di una colonia di più individui.
Dal punto di vista della massa il più grande organismo vivente risulta essere il Pando, un genet di Populus tremuloides situato nella foresta di FishLake, in Utah, che ha una massa stimata superiore alle 6 600 tonnellate.

## Studio degli organismi viventi
La biologia è la scienza che si occupa di studiare gli organismi viventi. Lo studio si può svolgere in base ai differenti livelli di organizzazione, dalle singole cellule che compongono un organismo (biologia cellulare ai sistemi complessi di più specie conviventi nello stesso ambiente (ecologia).

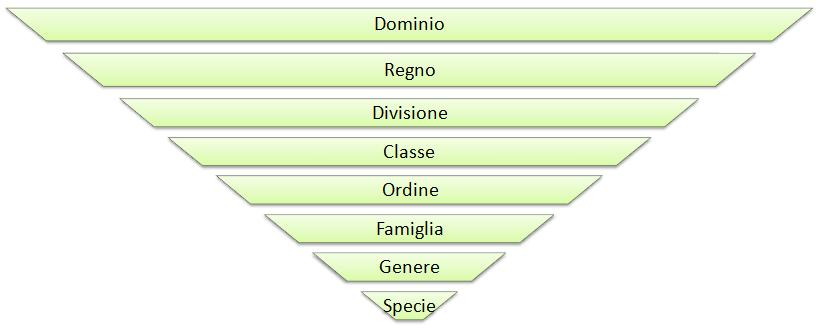
Esempio di organizzazione gerarchica tassonomica. Sono indicate le categorie tassonomiche.

La biologia studia anche tutto ciò che è correlato agli organismi viventi, come le molecole che li compongono (biologia molecolare) e le reazioni chimiche su cui si basa la vita (biochimica).

### Sistematica e tassonomia
Lo studio degli organismi viventi in biologia ed in anatomia comparata cerca le analogie tra i singoli individui e le singole specie operando sistemazioni e raggruppamenti secondo schemi organizzativi che permettano di partire da elementi di continuità per arrivare a categorie sempre più ampie e generali.